# Airbus Helicopters H160
L'Airbus Helicopters H160, désigné par le nom de code X4 pendant ses premières phases d'études, est un hélicoptère développé par le constructeur européen Airbus Helicopters. Il effectue son premier vol le 13 juin 2015 et obtient sa certification par l'Agence européenne de la sécurité aérienne le 1er juillet 2020. La première livraison - à la société All Nippon Helicopter (ANH) - a eu lieu en 2021, l'entrée en service opérationnel se faisant en 2022,,.
Le 160 a servi de base au développement, à partir de 2017, d'une version militaire appelée HIL, pour Hélicoptère Interarmées Léger : il s'agit du H160M Guépard, dont les premières livraisons sont attendues par le ministère des Armées français à partir de 2026 .

## Développement

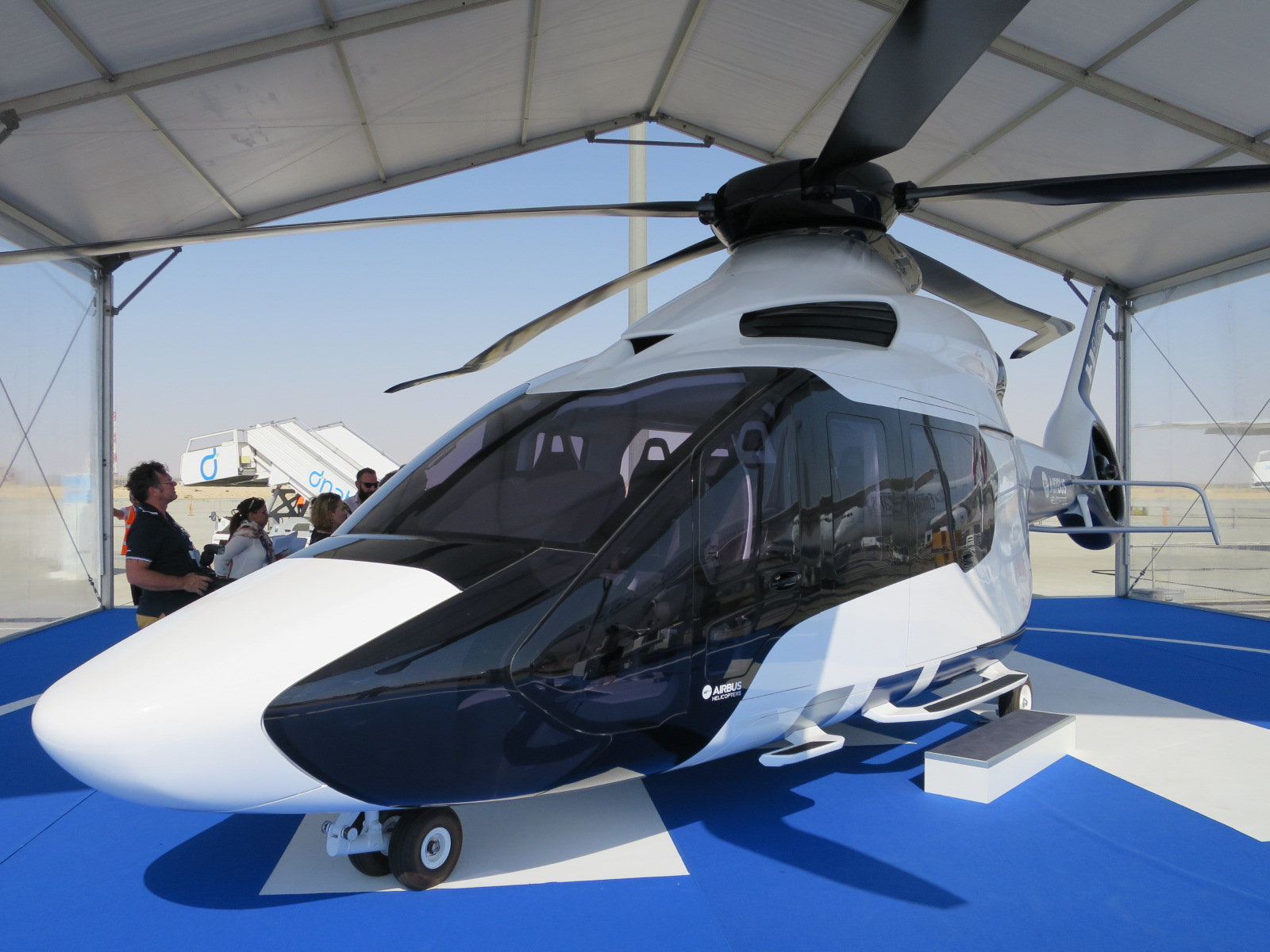
Maquette du H160 présentée au Salon aéronautique de Dubaï de 2015.

### Gamme
La gamme d’hélicoptères moyens (de 5 à 6 tonnes) permet à la fois des missions dans le secteur pétrolier et gazier, le transport privé de passagers (vols VIP), les missions de Recherche et sauvetage et les urgences médicales,.

### Stratégie commerciale
Airbus Helicopters, leader mondial des hélicoptères civils, se devait de trouver un successeur au Dauphin qui commençait à dater, bien que l'appareil ait été modernisé au fil du temps. 1 100 appareils ont été livrés depuis sa mise en service en 1975. Au total, la famille Dauphin a cumulé plus de six millions d'heures de vol avec plus de 240 exploitants dans 72 pays.
Fin 2011, l’ancien PDG Lutz Bertling présente l’appareil comme « aussi révolutionnaire que l’A320 en son temps ». Lorsque son successeur Guillaume Faury est nommé en 2013, celui-ci décide de limiter le nombre d’innovations technologiques intégrées à l’appareil, en supprimant les commandes de vol électriques, un projet de cockpit futuriste, ou des ailettes situées à l’avant de l’appareil. Le programme est désigné X4.
Le mardi 3 mars 2015, lors du salon Heli-Expo d'Orlando, en Floride, Airbus Helicopters présente officiellement le X4, désormais baptisé H160.

### Mise au point et production
La majeure partie de la conception et de la production est faite à Marignane, dans le département français des Bouches-du-Rhône, par une équipe de 600 personnes,.
Le fuselage du H160 est fabriqué, équipé et testé en Allemagne, à Donauwörth, la poutre de queue est développée et fabriquée en France dans l'usine Daher Tarbes par l'ECN (Elite Composite Nationale) et  en Espagne, à Albacete, chez Daher, et les pales en France, d’abord à La Courneuve, puis, depuis le 1er décembre 2017, dans une nouvelle usine plus automatisée, construite à Dugny, toujours en Seine-Saint-Denis. Tous ces éléments rejoignent ensuite Marignane pour y être assemblés ; un processus qui dure huit semaines.
Durant le développement, des essais des ensembles mécaniques et des rotors, au sol, ont lieu sur un prototype nommé le « dynamic helicopter zero » dans un bâtiment construit à cet effet : une structure cylindrique de 3 000 m3 de béton et 300 tonnes d’acier située au siège du groupe, à Marignane.
L’avionneur Airbus Commercial Aircraft, autre filiale du groupe Airbus, a fourni des services de conseil pour le développement de l’appareil, à la suite des problèmes rencontrés par le projet d’Eurocopter EC175, pour lequel cinq ans s’étaient écoulés entre le premier vol et l'entrée en service. Le développement du H160 est ainsi inspiré du programme A350 XWB, avec de nombreux appareils d’essais : deux au sol et quatre en vol, dont trois prototypes et un hélicoptère de présérie.
En mars 2015, le prix estimé pour le début des ventes en 2016 est de 15 millions de dollars.

### Premier vol
Le premier vol du H160 a lieu le 13 juin 2015 à l'aéroport Marseille-Provence, temporairement fermé pour l’occasion. Ce vol dure une cinquantaine de minutes.
Le premier vol du premier exemplaire de série a lieu le 14 décembre 2018. Cet exemplaire a subi divers tests destinés à valider les modifications effectuées par rapport aux prototypes, et aurait dû être livré en 2020 au client de lancement, Babcock International Group, pour l'utilisation de missions d’évacuation sanitaire.
Finalement, le 10 décembre 2021, le premier appareil est livré au Japon à All Nippon Helicopter travaillant pour les chaînes de télévision. L'entrée en service opérationnel se fait au mois d'août 2022,,.

## Données techniques

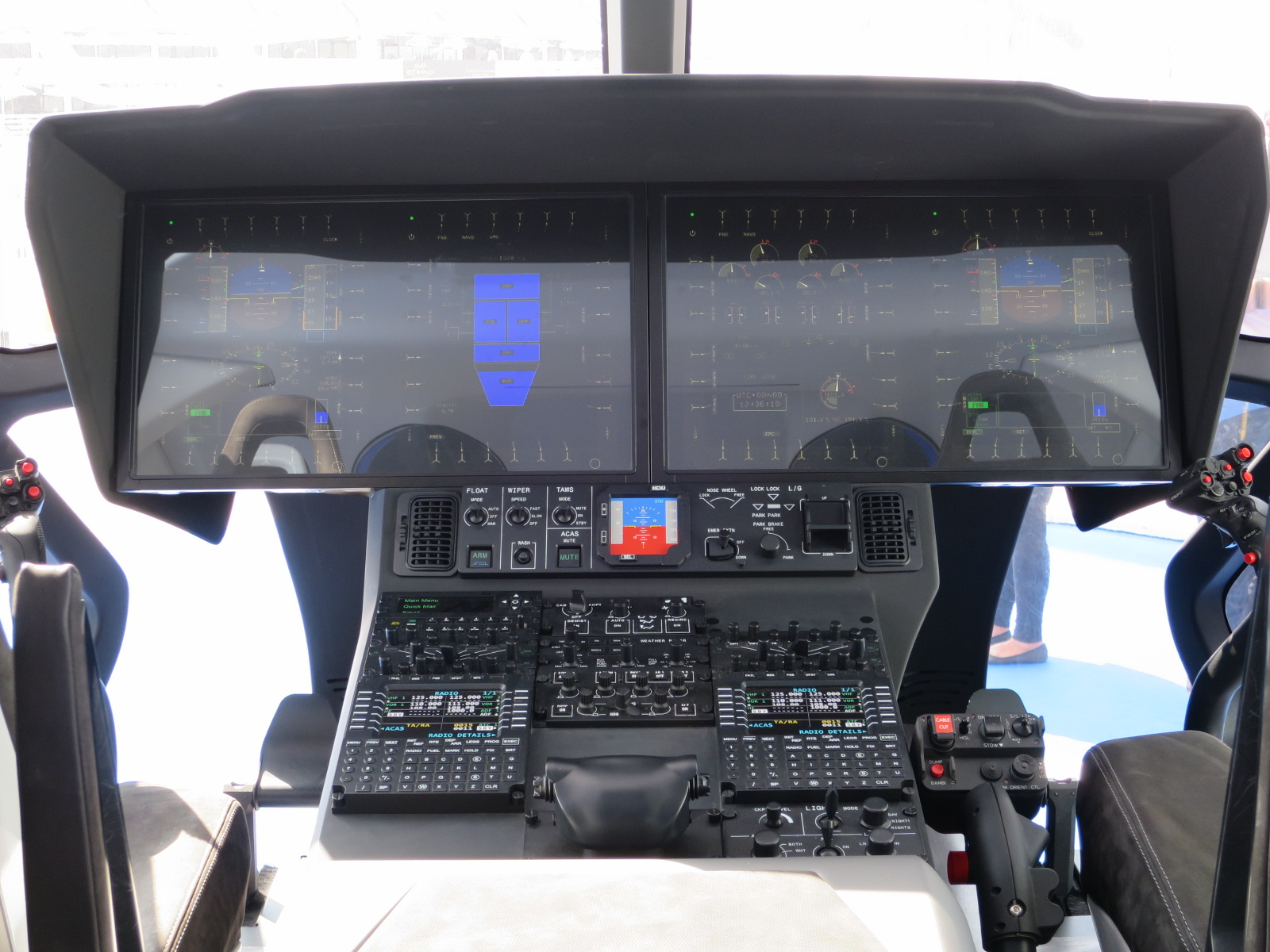
Détails du cockpit.

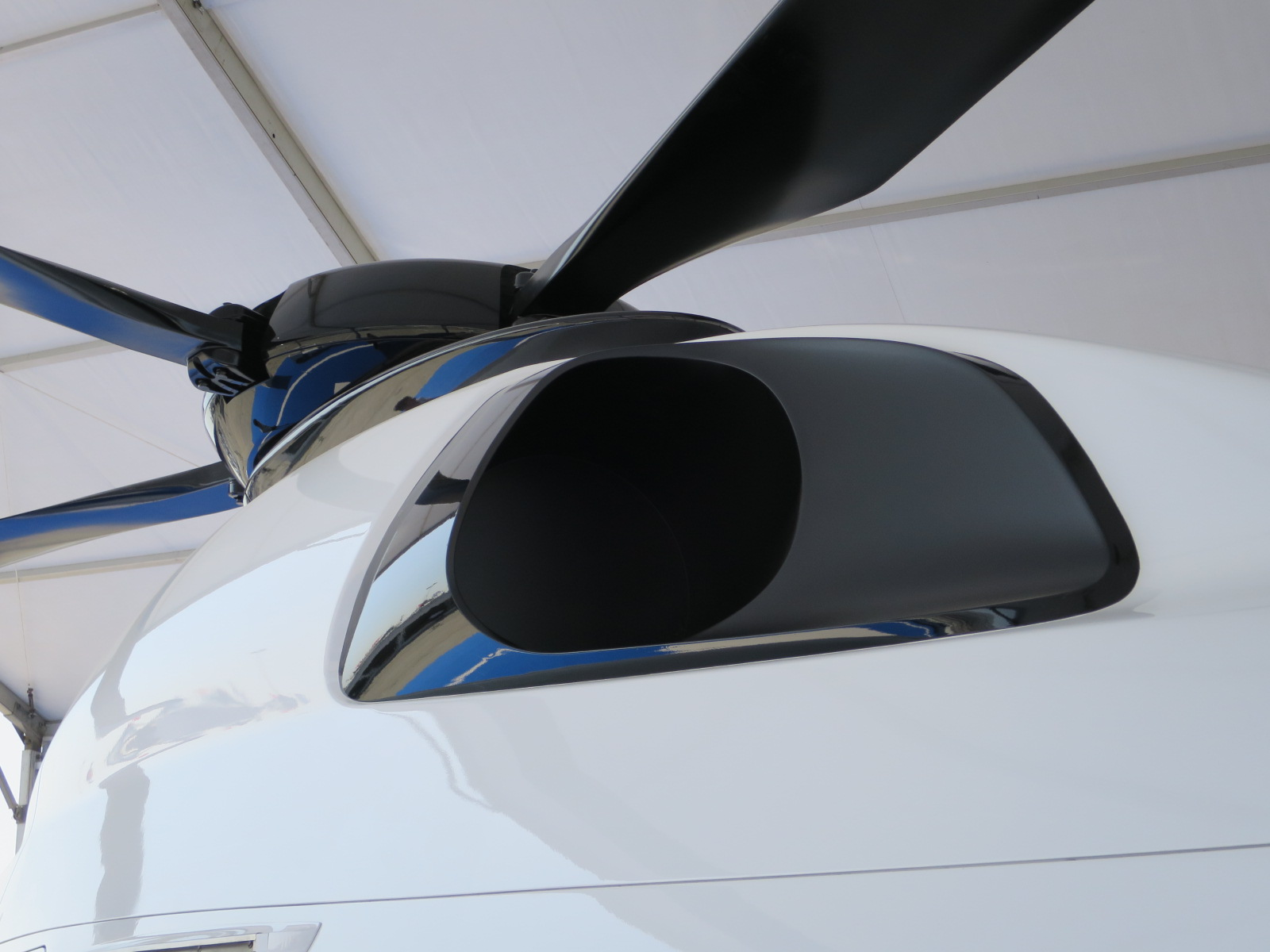
Détails des turbines et du rotor principal.

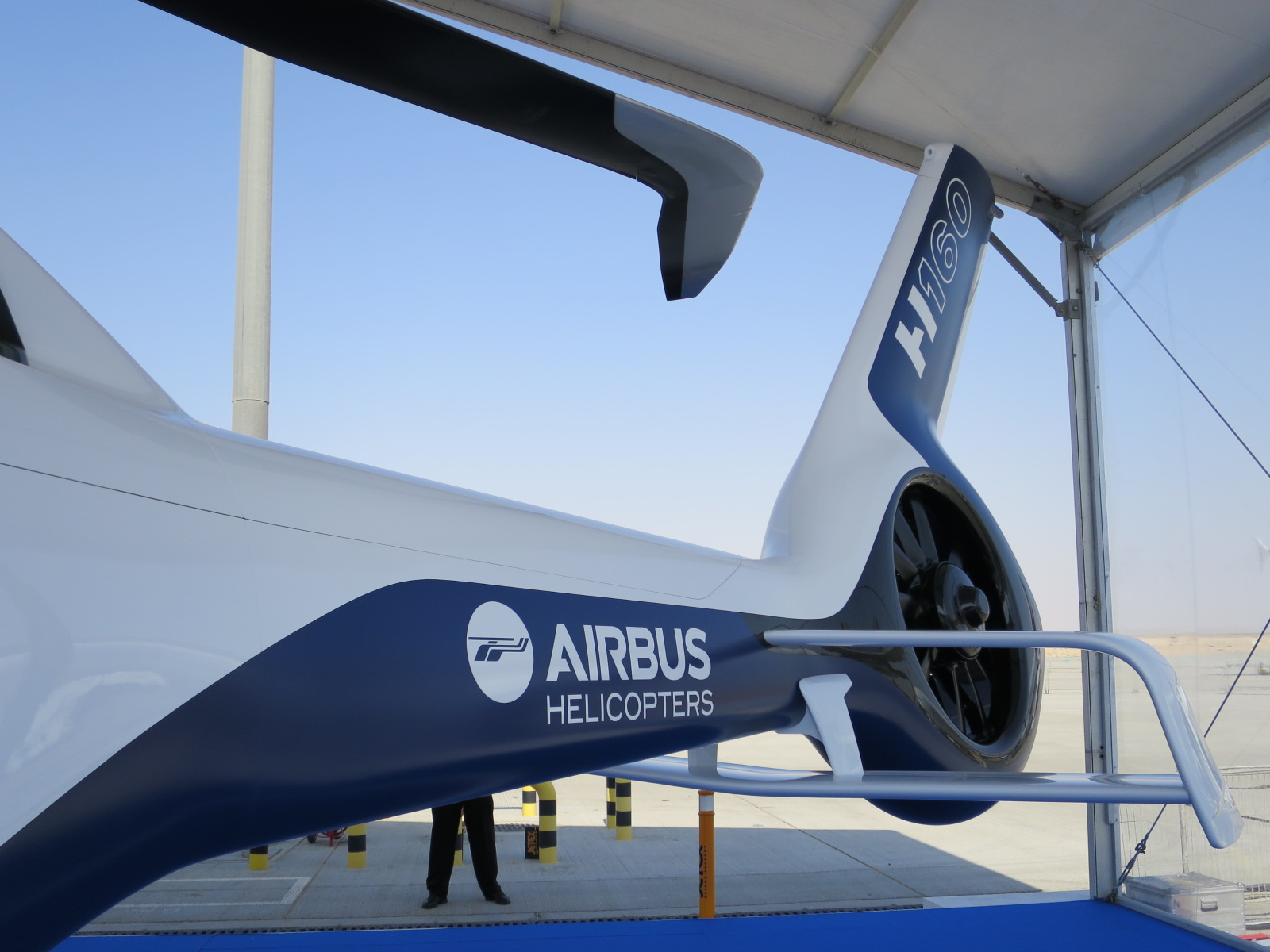
Détails du rotor de queue.

### Motorisation
Les deux moteurs sont des Safran Arrano 1A, aussi désignés TM800. Ce moteur a été finalement préféré en février 2015 au moteur Pratt & Whitney Canada PW210 dont l'utilisation avait été également envisagée. Le premier prototype est cependant équipé de moteurs PW210 durant la phase initiale de développement.

### Pales
Les pales, dites Blue Edge, extrêmement profilées, présentent des extrémités en forme de boomerang. Grâce à l'angle de flèche qui en résulte, Airbus Helicopters revendique une réduction du bruit de 50 % par rapport aux appareils actuellement en service et une augmentation de la charge utile de 100 kilos,. Elles sont fabriquées à La Courneuve.

### Fenestron
Le rotor arrière est de type fenestron, c'est-à-dire caréné, selon une invention de l’ancienne société Sud-Aviation. Le rotor est incliné de 12 degrés environ, ce qui lui permet de contribuer à la sustentation et améliore ainsi les performances en vol stationnaire.

### Empennage
L’appareil dispose également d'un empennage biplan. Ce système, nommé biplane stabilizer en anglais, est protégé par un brevet. Il permet de diminuer le cabré lors des décélérations vers le vol stationnaire, et facilite ainsi le pilotage aux basses vitesses.

### Fuselage
Le fuselage est constitué intégralement de matériaux composites,.

### Train d'atterrissage
Le train d'atterrissage escamotable est actionné électriquement, dans le but de réduire le nombre de circuits hydrauliques,. Le système de freinage est également électrique et fourni par Safran Landing Systems.

### Cockpit et avionique
Le cockpit et l'avionique sont de « nouvelle génération »[évasif].

### Performances
Le rayon d'action annoncé est de 880 km avec une réserve de 20 minutes.
Grâce à son moteur Safran Arrano, qui fait largement appel à l'utilisation des matériaux composites, et à ses pales « Blue Edge », Airbus Helicopters revendique une diminution de consommation de carburant de 15 à 20 % par rapport à ses concurrents.

## Utilisateurs

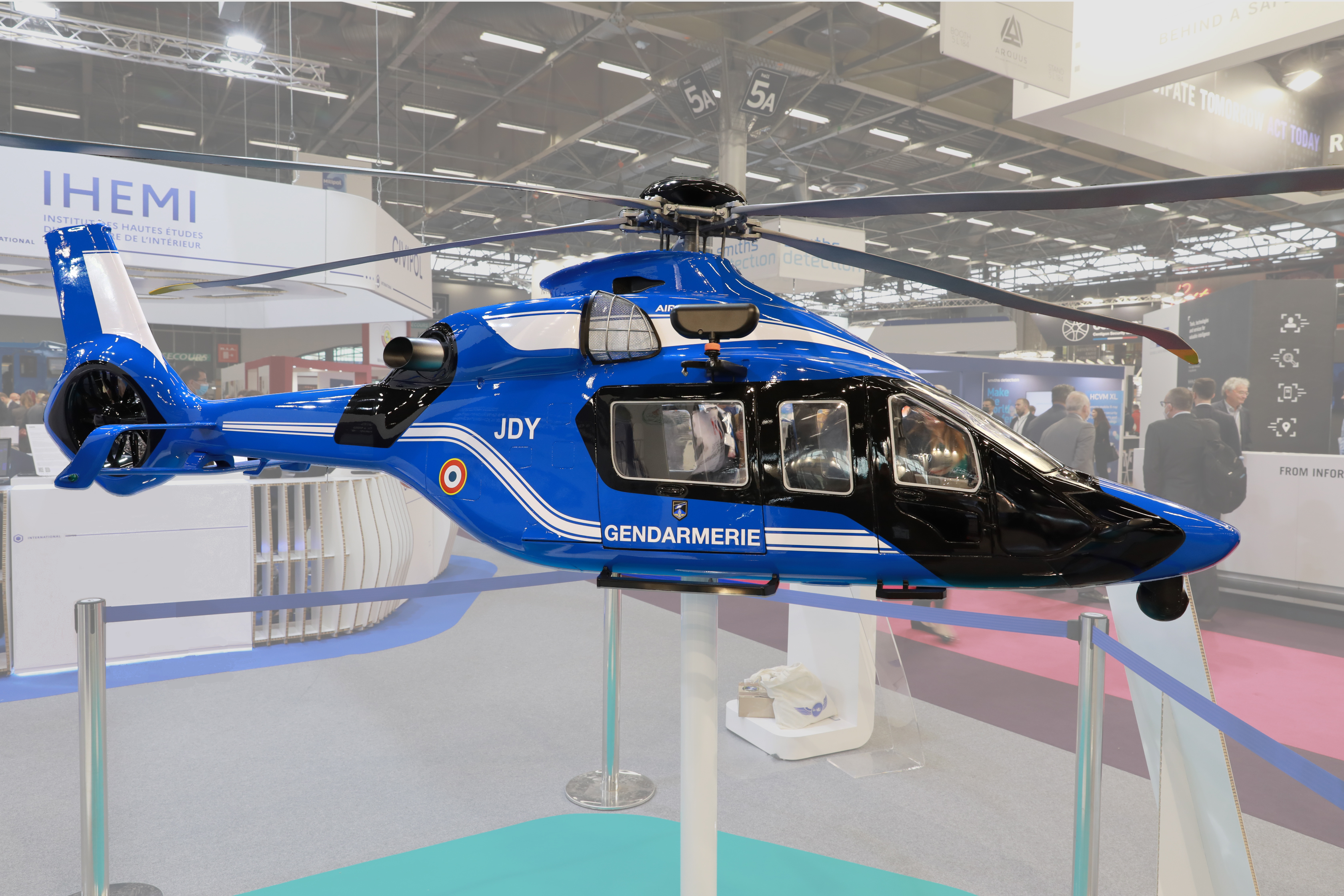
Maquette du H160 aux couleurs de la Gendarmerie - Salon Milipol Paris, octobre 2021

### Livraisons
- Japon : All Nippon Helicopter (ANH), société travaillant pour les chaînes de télévision. Première livraison en 2021, entrée en service opérationnel en août 2022[9],[10],[11]. L'Agence nationale de police japonaise reçoit deux exemplaires fin 2024 et mi janvier 2025[23].
- France : Babcock International France Aviation, dans le cadre la Flotte Intérimaire pour la Marine Nationale. Première livraison en 2022, entrée en service opérationnel prévue en 2023[24].
- États-Unis : en mars 2025, Petroleum Helicopters International  Aviation [PHI] (en) débute ses premiers transferts de personnel entre la Louisiane et des plateformes exploitées par le groupe Shell dans le golfe du Mexique, avec le premier des quatre appareils commandés en 2020[25].

### Commandes en cours
- États-Unis 1 H160 en commande en mars 2025 au sein de la police d'État de New York[26].
- France En juin 2020, dans le cadre du plan de relance économique post Covid-19[27], une commande de dix H160 est annoncée pour le compte de la Gendarmerie nationale[28]. Cette commande a été confirmée en décembre 2021 [29]  mais les premières livraisons ne sont pas attendues avant 2024 [30]. La Loi de programmation militaire 2019-2025 prévoit de doter les trois armées de H160M (80 pour l'armée de Terre, 49 pour la Marine nationale et 40 pour l'armée de l'Air et de l'espace)[31] La nouvelle Loi de programmation militaire 2024-2030 prévoit un parc de 20 H160M en service fin 2030 pour les trois armées[32].

- Espagne 4 H160 pour le ministère de l'Intérieur en version « law enforcement »[33].

- Arabie saoudite 6 ACH160 : société The Helicopter Company (THC) [34]
- Chine 50 H160 pour la société: GDAT. Airbus signe  ici sa plus grosse vente depuis 8 ans, ils seront utilisés pour plusieurs missions pétrolières, médicales, et des fermes d’éoliennes en mer[35].